# Eleccions municipals de 2019 a Tarragona
Les eleccions municipals de 2019 a Tarragona van ser unes eleccions locals que es van celebrar el diumenge 26 de maig de 2019 a la ciutat de Tarragona, com a part de les eleccions municipals espanyoles, per a elegir els 27 regidors de l'Ajuntament de Tarragona
L'anterior alcalde, Josep Fèlix Ballesteros (PSC) va guanyar-les davant de la segona força, Pau Ricomà (ERC). Això sí, va ser una victòria clau perquè hi hagués un canvi d'administració a la ciutat arran d'un pacte entre Esquerra i Comuns.
Tots els municipis de la província de Tarragona van celebrar les eleccions al mateix dia. an coincidir amb les eleccions al Parlament Europeu de 2019. També hi va haver eleccions a 13 comunitats autònomes d'Espanya (totes excepte Andalusia, Catalunya, País Basc i Galícia) i eleccions al Consell General d'Aran. Altrament, el Procés electoral també va servir per a l'Elecció dels Membres de les diputacions provincials, dels consells insulars (Illes Balears), dels capítols insulars (Illes Canàries) i de les Juntes Generals (País Basc).

## Candidatures
A continuació; els candidats que es van presentar a les eleccions:
| Partit                                                   | Candidat                | dreta-esquerra   | Ideologia                                 |
| -------------------------------------------------------- | ----------------------- | ---------------- | ----------------------------------------- |
| Partit dels Socialistes de Catalunya (PSC)               | Josep Fèlix Ballesteros | centre-esquerra  | Socialdemocràcia, federalisme             |
| Esquerra Republicana de Catalunya (ERC)                  | Pau Ricomà              | centre-esquerra  | Socialdemocràcia, independentisme català  |
| Ciutadans (C's)                                          | Rubén Viñuales          | centre-dreta     | Nacionalisme espanyol, transversalisme    |
| Partit Popular de Catalunya (PP)                         | Alejandro Fernández     | dreta            | Nacionalisme espanyol, conservadorisme    |
| Junts per Tarragona (JXTGN)                              | Dídac Nadal             | centre-dreta     | Nacionalisme català, democràcia cristiana |
| Canditatura d'Unitat Popular (CUP)                       | Laia Estrada            | extrema-esquerra | Comunisme, independentisme català         |
| Tarragona en Comú Podem                                  | Carla Aguilar           | esquerra         | feminisme, Socialisme Democratic          |
| Ara Tarragona 5 Estrelles                                | Miquel Varona           | centre           | Municipalisme, democràcia participativa   |
| Vox (VOX)                                                | Isabel Lázaro           | extrema-dreta    | Ultranacionalisme, tradicionalisme        |
| Centrats en Tarragona                                    | José Calderon           | dreta            | Liberalisme, transversalisme              |
| Partit Animalista contra el Maltractament Animal (PACMA) | David Martínez          | centre-esquerra  | Animalisme, ecologisme                    |
| Assemblea per Tarragona (A per TGN)                      | Oriol Achon             | esquerra         | ecologisme, Municipalisme                 |

## Resultats
Els resultats foren els següents:
| N. | PARTIT   | ESCONS 19' | VOTS 19' | DIF. | % 19  | ESCONS 15' | VOTS 15' | % 15' |
| -- | -------- | ---------- | -------- | ---- | ----- | ---------- | -------- | ----- |
| 1  | PSC      | 7          | 13.336   | -2   | 23,43 | 9          | 14.333   | 28.4  |
| 2  | ERC      | 7          | 12.872   | +3   | 22,62 | 4          | 5.944    | 11.7  |
| 3  | C's      | 4          | 8.364    | 0    | 14,7  | 4          | 7.218    | 14.3  |
| 4  | JxTGN    | 3          | 6.309    | 0    | 11,09 | 3          | 5.546    | 10.9  |
| 5  | ECP      | 2          | 4.579    | +2   | 8,05  |            |          |       |
| 6  | CUP      | 2          | 3.615    | 0    | 6,35  | 2          | 4.180    | 8.2   |
| 7  | PP       | 2          | 3,561    | -2   | 6,26  | 4          | 5.799    | 11.5  |
| 8  | VOX      | 0          | 1.681    | Nou  | 2,95  |            |          |       |
| 9  | ARA*     | 0          | 1.031    | 0    | 1,81  | 0          | 1.858    | 3.7   |
| 10 | PACMA    | 0          | 621      | 0    | 1,09  | 0          | 676      | 1.3   |
| 11 | C. TGN   | 0          | 394      | Nou  | 0,69  |            |          |       |
| 12 | A PER T  | 0          | 278      | Nou  | 0,49  |            |          |       |
|    | ICV EUiA |            |          | -1   |       | 1          | 2.853    | 5.7   |
|    | GANEMOS  |            |          |      |       | 0          | 1.149    | 2.3   |
|    | EB       |            |          |      |       | 0          | 255      | 0.5   |
|    | UPyD     |            |          |      |       | 0          | 131      | 0.3   |
|    | AMD      |            |          |      |       | 0          | 56       | 0.1   |